# Namibia
Namibia (afr. Namibië), Republika Namibii (ang. Republic of Namibia, afr. Republiek van Namibië, niem. Republik Namibia) – państwo w południowo-zachodniej Afryce. Zajmuje powierzchnię 824 292 km², a zamieszkane jest przez 3 022 401 osób (2023).
Państwo położone jest nad Oceanem Atlantyckim. Teren jest przeważająco wyżynny, urozmaicony przez pasma górskie. Klimat suchy, znaczną część kraju zajmują pustynie – na zachodzie, wzdłuż wybrzeża pustynia Namib (od niej pochodzi nazwa państwa), na wschodzie – Kalahari; pozostałą, środkową część kraju zajmują sawanny.
Namibia jest republiką z systemem prezydenckim. Stolicą i największym miastem jest Windhuk, położony w środkowej części kraju. Z gęstością zaludnienia na poziomie 3,4 os./km² (2024) Namibia należy do najrzadziej zaludnionych krajów świata. Około połowa ludności skoncentrowana jest na stosunkowo niewielkim obszarze na dalekiej północy kraju. Gospodarka jest jedną z najbardziej rozwiniętych w Afryce Subsaharyjskiej, z PKB realnym per capita na poziomie 11 500 USD (2023). Opiera się w dużej mierze na sektorze usługowym (w tym turystyce) oraz na górnictwie (m.in. wydobycie diamentów, złota, uranu). Kraj cechuje się bardzo wysokim poziomem nierówności społecznych, niemniej stopa ubóstwa spadła z ponad 60% w latach 90. XX wieku do 17,4% w 2015 roku. Walutą jest dolar namibijski.
Ponad 87% populacji kraju stanowi ludność afrykańska, z czego ponad połowa należy do ludu Owambo; inne większe grupy etniczne to Kavango, Herero i Damara. 6,5% stanowią Mulaci a 6% ludność biała. Językiem urzędowym jest angielski, ojczysty dla 2,3% populacji. Blisko połowa społeczeństwa posługuje się językami owambo; w użyciu znajduje się kilkanaście innych języków afrykańskich (m.in. nama, kavango, herero) oraz afrikaans (9,4%). Zdecydowana większość mieszkańców wyznaje chrześcijaństwo, ponad połowa z nich – protestantyzm.
Obszar Namibii został skolonizowany przez Europejczyków w drugiej połowie XIX wieku. W 1884 roku ustanowiona została Niemiecka Afryka Południowo-Zachodnia, odpowiadająca obszarem współczesnemu państwu, z wyjątkiem enklawy wokół miasta portowego Walvis Bay, którą kilka lat wcześniej anektowali Brytyjczycy. Podczas I wojny światowej terytorium zostało zajęte przez wojska Związku Południowej Afryki; któremu Liga Narodów powierzyła ten obszar po wojnie jako terytorium mandatowe (Afryka Południowo-Zachodnia). Rząd Południowej Afryki de facto anektował terytorium, wbrew społeczności narodowej, inwestując w tutejszą infrastrukturę, ale i zaprowadzając system apartheidu. W 1966 roku Organizacja Narodów Zjednoczonych wycofała mandat Południowej Afryki do dalszego administrowania terytorium, uznając dalszą okupację kraju za nielegalną. Wówczas też rozpoczęła się wieloletnia wojna narodowowyzwoleńcza prowadzona przez SWAPO. Państwo uzyskało niepodległość, przyjmując nazwę Namibia, w 1990 roku. Terytorium Walvis Bay zostało odstąpione Namibii w 1994 roku, tym samym kraj uzyskał obecne granice.

## Geografia
Większość powierzchni Namibii zajmuje rozległy wewnętrzny płaskowyż, położony na wysokości 700–1500 m n.p.m. Jego najwyższym punktem jest szczyt Brandberg 2574 m n.p.m. Płaskowyż opada na zachodzie stromym progiem ku wąskiej nadbrzeżnej nizinie, gdzie ciągnie się pustynia Namib. Na południu płaskowyż ogranicza dolina rzeki Oranje, a od wschodu kotlina Kalahari.
Klimat Namibii to klimat zwrotnikowy. Na wybrzeżu, gdzie zaznacza się wpływ chłodnego Prądu Benguelskiego, opady nie przekraczają 50 mm na rok. W głębi lądu wzrastają i dochodzą do 500 mm na rok we wschodniej części kraju. Z tego względu sieć rzeczna jest bardzo uboga, poza rzekami granicznymi: Oranje na południu, Kunene na północy oraz Okawango i Zambezi w północno-wschodniej części kraju, gdzie Namibia wcina się wąskim pasem zwanym Caprivi między terytoria Angoli, Zambii i Botswany.
Główne miasto kraju, stolica Windhuk, znajduje się w centrum kraju. Inne ważne miasta: Walvis Bay, Swakopmund, Lüderitz (wszystkie położone na wybrzeżu), Rundu, Oshakati, Katima Mulilo, Rehoboth, Otjiwarongo, Grootfontein, Tsumeb i Keetmanshoop.
Państwo graniczy z Angolą na północy (długość granicy: 1427 km), Zambią na północnym wschodzie (244 km), Botswaną na wschodzie (1544 km) i Południową Afryką na południu (1005 km). Na zachodzie – wybrzeże Oceanu Atlantyckiego (1572 km).

## Historia
Tereny współczesnej Namibii były pierwotnie zamieszkiwane przez Buszmenów. Plemiona te przybyły tu prawdopodobnie w I tysiącleciu p.n.e. W I tysiącleciu naszej ery osiedlił się tu pokrewny Buszmenom lud Sana. Z czasem Buszmeni zostali zepchnięci przez Khoikhoi. Przez wiele lat Namibia była pomijana przez europejskich badaczy i odkrywców z powodu trudno dostępnego wybrzeża oraz pustynnych i skalistych terenów. W XV wieku przybyli tu żeglarze portugalscy, a później Holendrzy. W latach 60. i 70. XVIII wieku ekspedycje holenderskie, podejmowane na zlecenie Holenderskiej Kompanii Wschodnioindyjskiej, torowały drogę myśliwym, kupcom i poszukiwaczom złota z Kolonii Przylądkowej. Pod koniec XVIII wieku Holendrzy opanowali Zatokę Wielorybią i wyspę Halifax, które wkrótce zostały im odebrane przez Brytyjczyków. Od drugiej połowy XVII wieku miał miejsce masowy napływ ludów Bantu (Owambo, Herero i inne). Na początku XIX wieku imigrował tu lud Orlam, władający bronią palną. W latach 60. XIX wieku wybuchły wojny plemienne. W XIX wieku rozpoczęła się też rywalizacja Niemców i Wielkiej Brytanii o panowanie nad wybrzeżem Namibii. W 1884 roku Niemcy ustanowili protektorat nad południową częścią kraju, a rok później nad północną. W 1886 roku utworzona została Niemiecka Afryka Południowo-Zachodnia.
Od 1882 roku miał miejsce napływ osadników niemieckich. Bezwzględne metody niemieckich kolonizatorów wywołały powstania tubylców w latach 1894, 1896, 1897 i 1904-07. Bunty były krwawo tłumione. W wyniku polityki kolonialnej liczba ludności Herero zmniejszyła się o około 75%. W 1908 roku odkryto tu złoża diamentów, co zwiększyło napływ ludności europejskiej. W 1915 roku w trakcie I wojny światowej nastąpiła okupacja kraju przez Związek Południowej Afryki. W 1920 roku kraj stał się terytorium mandatowym Ligi Narodów o nazwie Afryka Południowo-Zachodnia, administrowanym przez ZPA. W 1945 roku obszar został przekształcony w terytorium powiernicze ONZ. W 1949 roku doszło do faktycznej aneksji Namibii przez ZPA, które rozciągnęło na ten teren ustawodawstwo apartheidu.
W 1957 roku powstała pierwsza organizacja ludności afrykańskiej – Kongres Ludu Ovambo, przekształcony w 1960 roku w Organizację Ludu Afryki Południowo-Zachodniej (SWAPO). Na czele organizacji stanął Sam Nujoma. W 1966 roku SWAPO rozpoczęło wojnę o niepodległość, a w tym samym roku ONZ odebrała RPA mandat i ustanowiła urząd Komisarza ONZ do spraw Afryki Południowo-Zachodniej (1968 wprowadzono nazwę Namibia). Od 1968 władze RPA realizowały politykę tzw. bantustanizacji kraju – utworzono 10 autonomicznych jednostek plemiennych (na wzór bantustanów w RPA). W 1973 ONZ i Organizacja Jedności Afrykańskiej uznały SWAPO za jedynego przedstawiciela ludności Namibii. W 1975 RPA zapoczątkowała politykę porozumienia z afrykańską arystokracją plemienną i umiarkowanymi działaczami, dążąc do zachowania kontroli nad bogactwami naturalnymi kraju i zapewnienia decydującego wpływu białej mniejszości osadniczej na życie polityczne. Polityka ta doprowadziła do konferencji konstytucyjnej w Turnhalle bez udziału SWAPO i do założenia w 1977 Demokratycznego Sojuszu Turnhalle (DTA), centroprawicowej koalicji występującej przeciw SWAPO.
Od 1976 działała tzw. grupa kontaktowa Zachodu (USA, Wielka Brytania, Francja, RFN i Kanada) jako mediator między RPA, ONZ i SWAPO. SWAPO kontynuowała walkę zbrojną, korzystając z pomocy m.in. ZSRR i państw frontowych Afryki Południowej, zwłaszcza Angoli (bazy wojskowe). W odwecie wojska RPA dokonywały najazdów na terytorium Angoli. W 1978 roku odbyły się wybory parlamentarne, zbojkotowane przez najliczniejsze organizacje zrzeszające ludność tubylczą. W 1982 rząd RPA podjął bezpośrednie rokowania ze SWAPO, w wyniku których uzyskano zawieszenie broni między walczącymi stronami. Opracowano projekt rozwiązania konfliktu namibijskiego, przewidujący przeprowadzenie wyborów nadzorowanych przez ONZ. W 1985 roku w Namibii powołano nowe Zgromadzenie Narodowe, Radę Konstytucyjną i rząd tymczasowy.
W 1988 roku nastąpił przełom w rokowaniach. Zgodzono się na przeprowadzenie w 1989 roku wyborów powszechnych pod nadzorem ONZ. W nowo wybranym Zgromadzeniu Konstytucyjnym większość miejsc uzyskała SWAPO, następną pozycję zdobył DTA (opozycyjny wobec SWAPO). Utworzono rząd koalicyjny. W 1990 Zgromadzenie przyjęło konstytucję gwarantującą system wielopartyjny i wybrało Sama Nujomę na prezydenta (reelekcja w 1994 i 1999). 21 marca 1990 proklamował on niepodległą Republikę Namibii, a niepodległe państwo weszło do brytyjskiej Wspólnoty Narodów i ONZ. W 1992 Namibia zawarła z RPA porozumienie dotyczące wspólnej granicy, w wyniku czego RPA przekazała w 1994 kontrolę nad swoją eksklawą, Walvis Bay. Na podstawie Rezolucji Rady Bezpieczeństwa ONZ nr 652 z 17 kwietnia 1990 Namibia została członkiem ONZ.
W 1994 roku powstała nieliczna Armia Wyzwoleńcza Caprivi – grupa separatystyczna dążąca do odłączenia od reszty kraju regionu Caprivi. W sierpniu 1999 roku oddziały separatystów dokonały ataków na posterunki policji i stanowiska wojskowe w Caprivi. Doprowadziło to do wprowadzenia na tych obszarach stanu wyjątkowego i wzmożonej akcji wojsk Namibii i Angoli (Angola włączyła się w kampanię, gdyż separatyści byli wspierani przez UNITA) przeciwko separatystom. Organizacja została rozbita do końca 1999 roku.
W wyborach w 1994 i 1999 Nujoma ponownie został wybrany prezydentem. Także wybory parlamentarne z 2002 i 2004 roku okazały się zwycięstwem SWAPO. Obserwatorzy nie zanotowali w trakcie ich trwania poważniejszych nadużyć. Od 2005 roku prezydentem był Hifikepunye Pohamba. W 2009 roku Pohamba uzyskał reelekcję w wyborach prezydenckich. W latach 2015–2024 prezydentem był Hage Geingob. Po jego śmierci tymczasowym prezydentem został Nangolo Mbumba. Od 2025 prezydentem jest Ndemupelila Netumbo Nandi-Ndaitwah, pierwsza kobieta w historii, która objęła urząd prezydenta Namibii.

## Ustrój polityczny
Namibia jest republiką, członkiem Wspólnoty Narodów. Zgodnie z konstytucją z 9 lutego 1990 głową państwa oraz szefem rządu jest prezydent wybierany w wyborach powszechnych na 5-letnią kadencję. Prezydent powołuje rząd z premierem na czele spośród członków niższej izby parlamentu – Zgromadzenia Narodowego.

Parlament jest dwuizbowy. W izbie wyższej – Radzie Narodowej zasiada 26 członków, po 2 z każdego regionu, wybieranych przez Rady Regionalne spośród swoich członków na 6-letnią kadencję.

W izbie niższej – Zgromadzeniu Narodowym, zasiada 72 członków, wybieranych w wyborach powszechnych na 5-letnią kadencję. Prezydent może delegować do 6 przedstawicieli do Zgromadzenia Narodowego, jednak mają oni jedynie status obserwatorów z głosem doradczym.

### Podział administracyjny
Namibia podzielona jest na 14 regionów: Erongo, Hardap, Karas, Khomas, Kunene, Ohangwena, Okawango Wschodnie, Okawango Zachodnie, Omaheke, Omusati, Oshana, Oshikoto i Otjozondjupa, Zambezi i 121 okręgów wyborczych.

## Demografia
Namibia charakteryzuje się wysokim jak na Afrykę odsetkiem ludności białej – 6%, tyleż Mulatów. Połowa obywateli Namibii należy do jednego z trzech Kościołów Ewangelicko-Luterańskich, będących obecnie w trakcie jednoczenia struktur kościelnych. Językami używanymi na co dzień przez białych są język afrikaans (ok. 70%) i język niemiecki (ok. 30%). Połowa ludności kraju posługuje się jako drugim afrikaans.

Zmiany liczby ludności w latach 1960–2010, w tysiącach

| Grupa etniczna    | Język           | Liczebność w tys. | Procent ludności |
| ----------------- | --------------- | ----------------- | ---------------- |
| Ovambo            | język kwanyama  | 957               | 37%              |
| Ambo              | język ndonga    | 564               | 21,8%            |
| Damara            | język nama      | 196               | 7,57%            |
| Hererowie         | język herero    | 174               | 6,72%            |
| Luyana            | język kwangali  | 134               | 5,18%            |
| Buszmeni Vasekela | język kung      | 77                | 3%               |
| Afrykanerzy       | język afrikaans | 76                | 2,94%            |
| Basterowie        | język afrikaans | 57                | 2,2%             |
| Kwambi            | język kwambi    | 41                | 1,58%            |
| Tsumkwe           | język ju’hoan   | 41                | 1,58%            |
| Lozi              | język lozi      | 35                | 1,35%            |
| Niemcy            | język niemiecki | 12                | 0,46%            |
| Brytyjczycy       | język angielski | 2,1               | 0,08%            |

### Języki

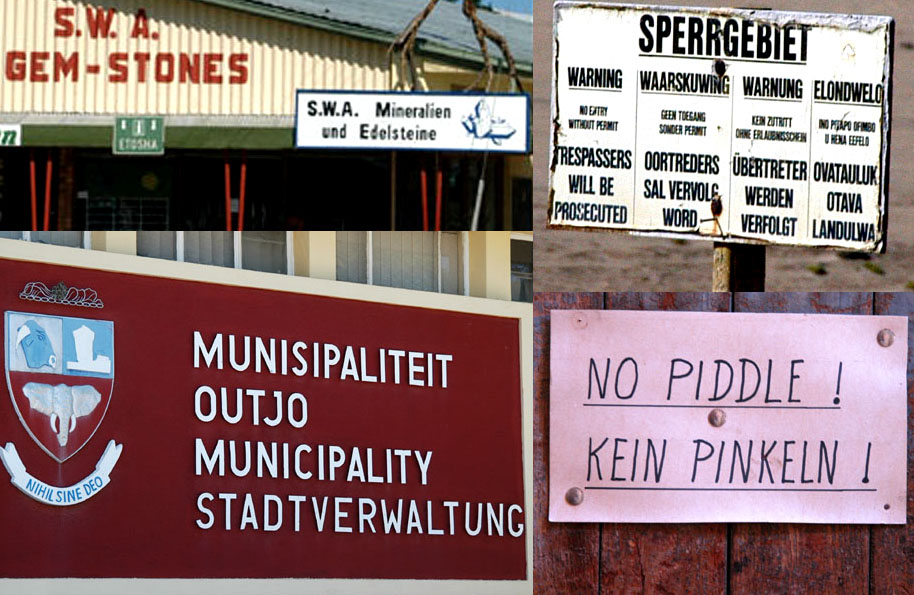
Choć urzędowym językiem jest angielski, Namibia jest krajem wielojęzycznym – informacje na znaku zapisane są po angielsku, niemiecku, w afrikaans oraz ovambo.

Urzędowym językiem jest angielski. Do 1990 roku były nimi niemiecki oraz afrikaans. Na długo przed wyzwoleniem kraju spod władzy RPA, SWAPO zadecydowało, iż Namibia będzie jednojęzyczna, świadomie przedkładając tę drogę nad wybory sąsiadów, które postrzegało jako „zamierzoną politykę fragmentacji etnolingwistycznej”. Na tej podstawie angielski zyskał status języka oficjalnego, zaś niemiecki, afrikaans i ovambo języków regionalnych.
Językami z grupy owambo posługuje się 48% ludności, 11% używa języka nama, kolejne 11% mówi w afrikaans, 10% używa języka herero; angielski, oficjalny język republiki, jest mową ojczystą dla zaledwie 1% populacji. Wśród białych 60% używa afrikaans, 32% niemieckiego, 7% angielskiego i 1% portugalskiego.

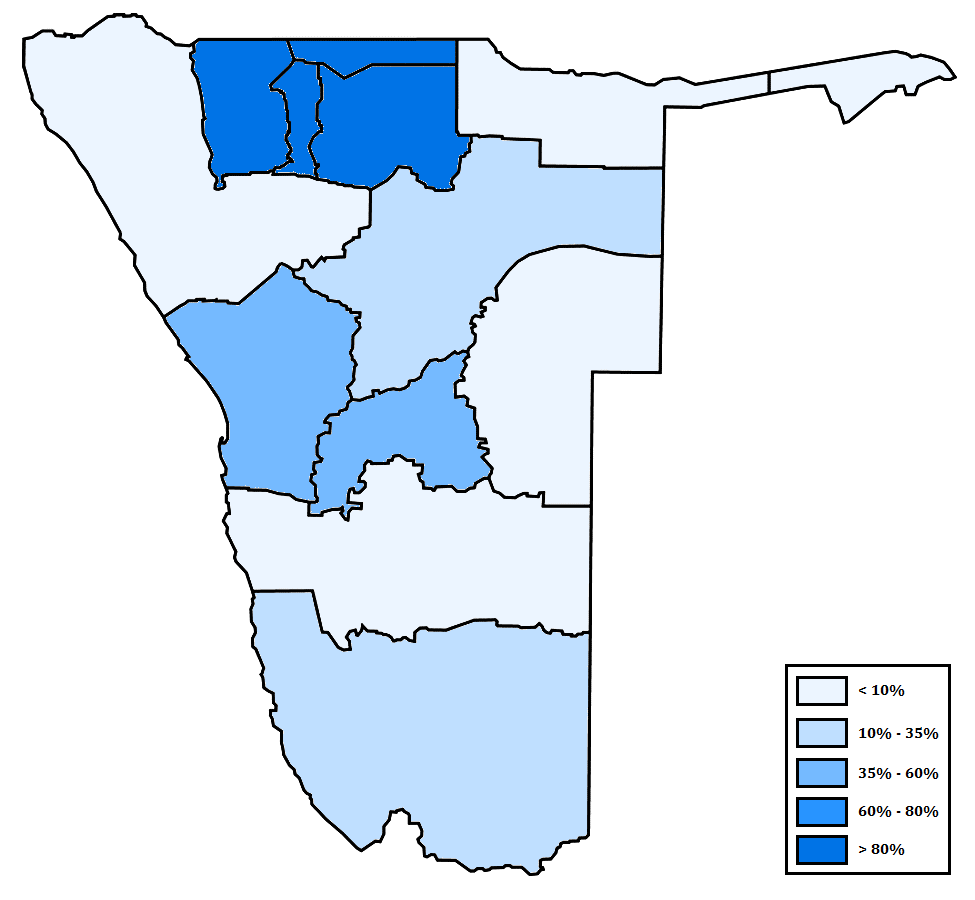
Użycie języka oshiwambo/ovambo
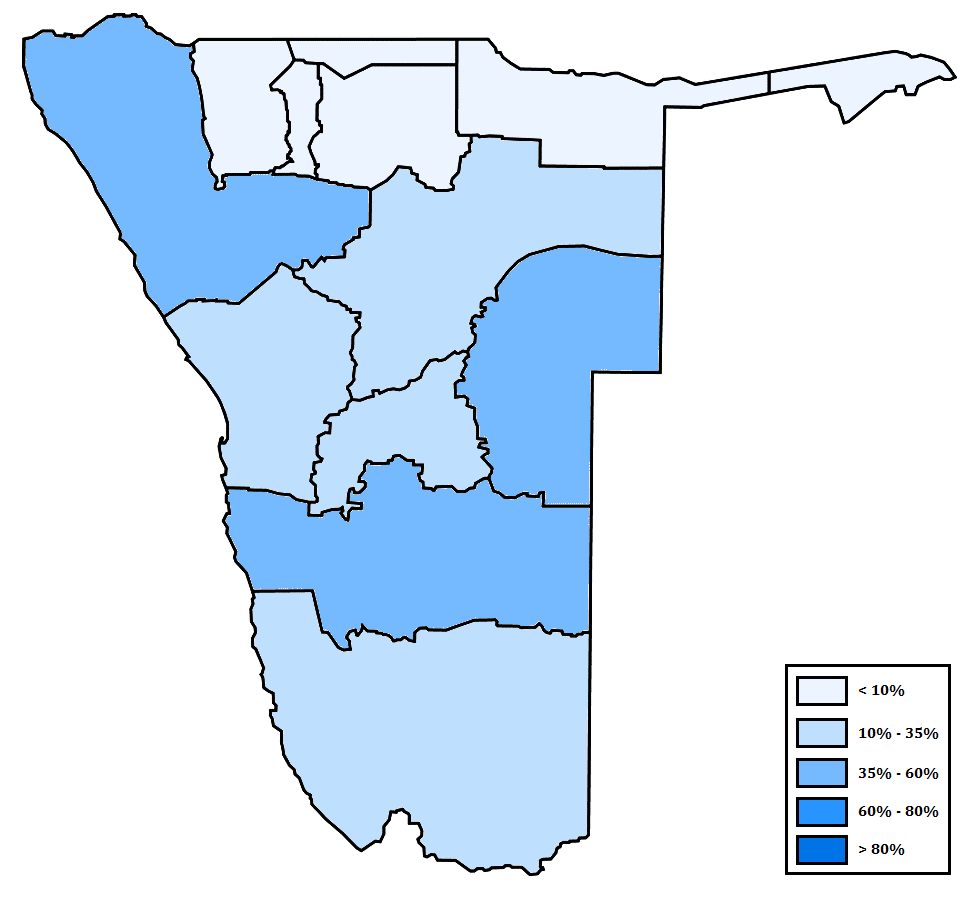
Użycie języka nama
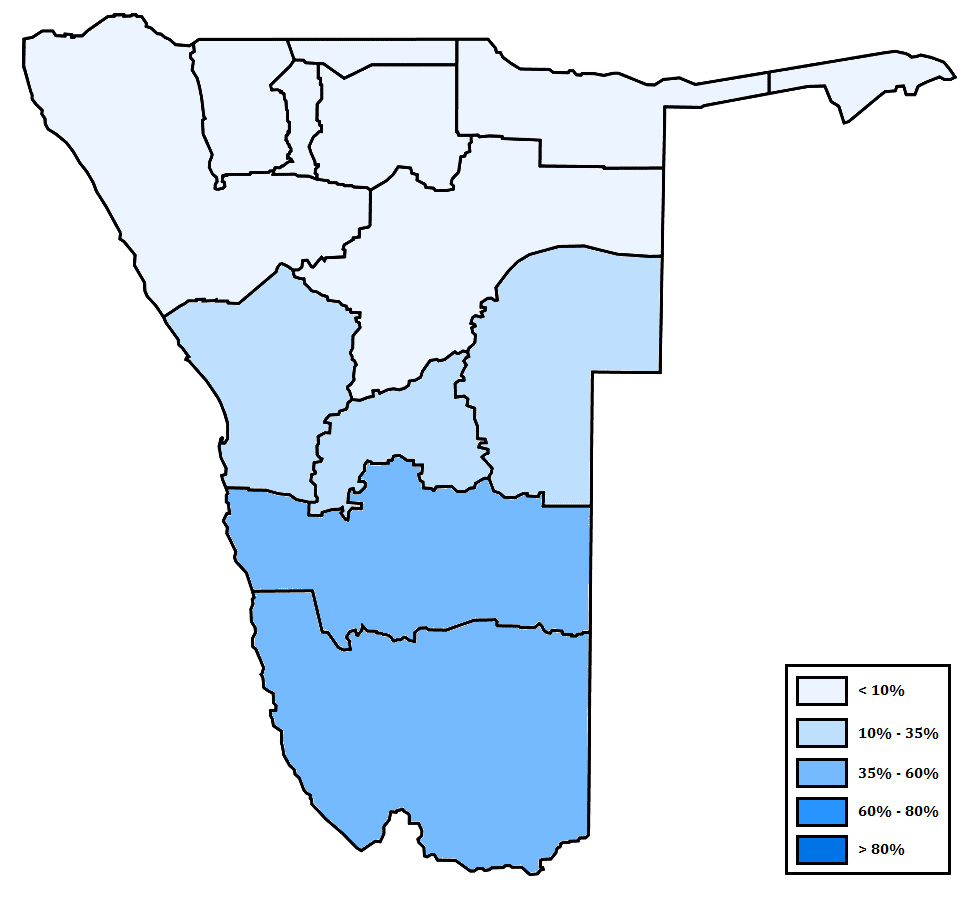
Użycie języka afrikaans

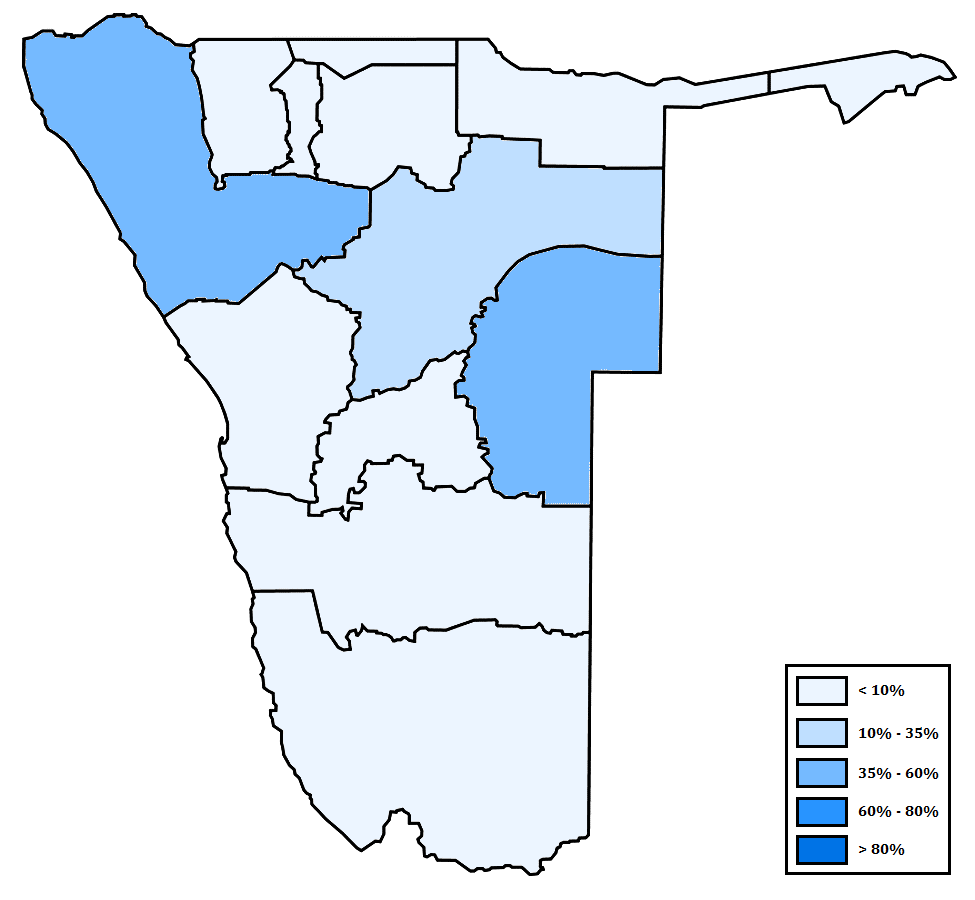
Użycie języka otjiherero
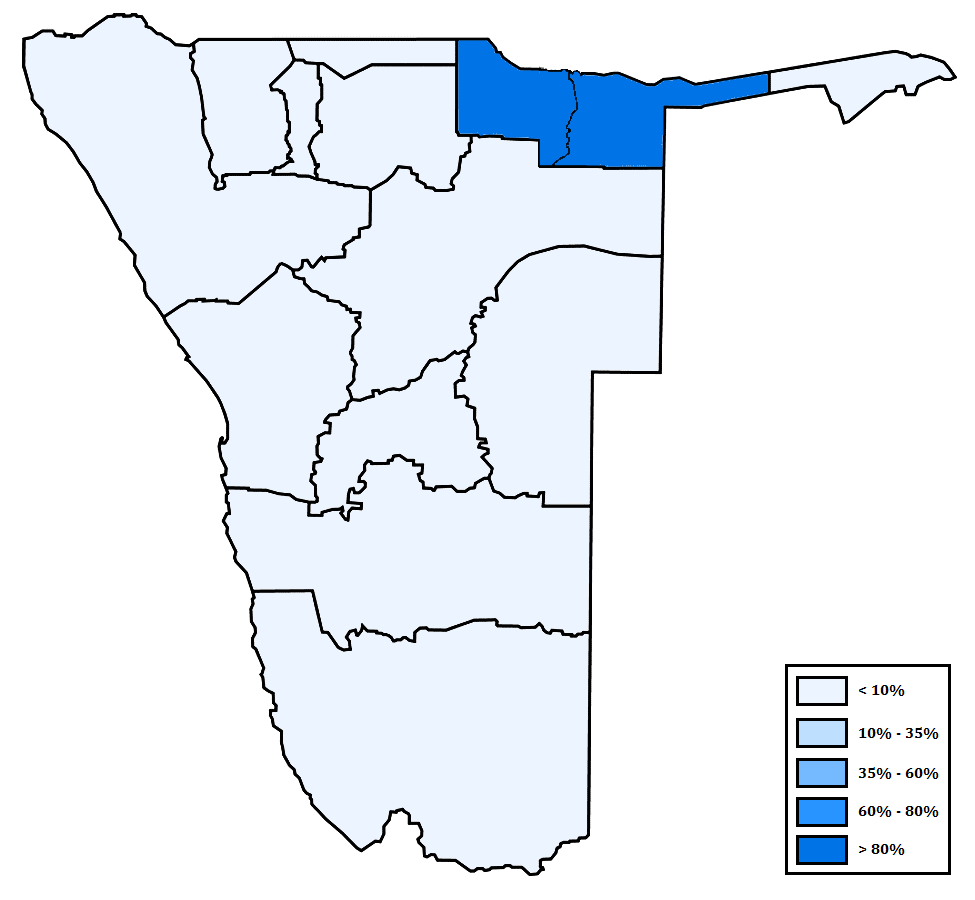
Użycie języków kavango
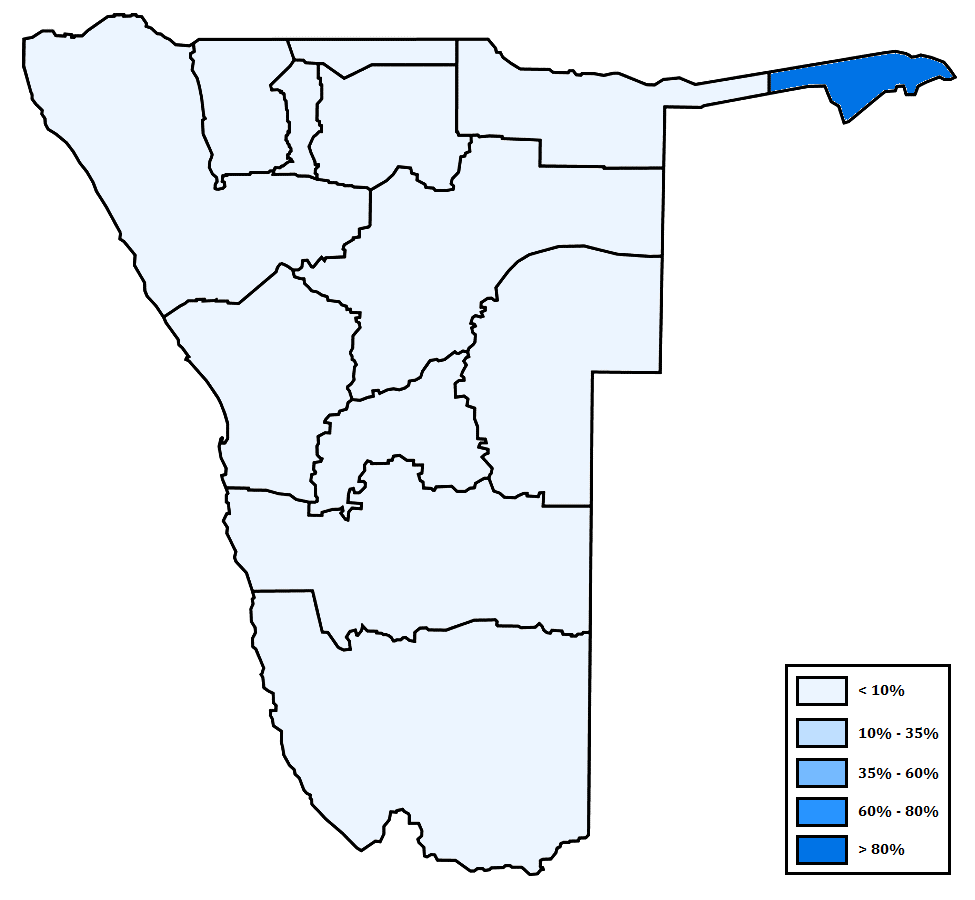
Użycie języków caprivi

### Religia

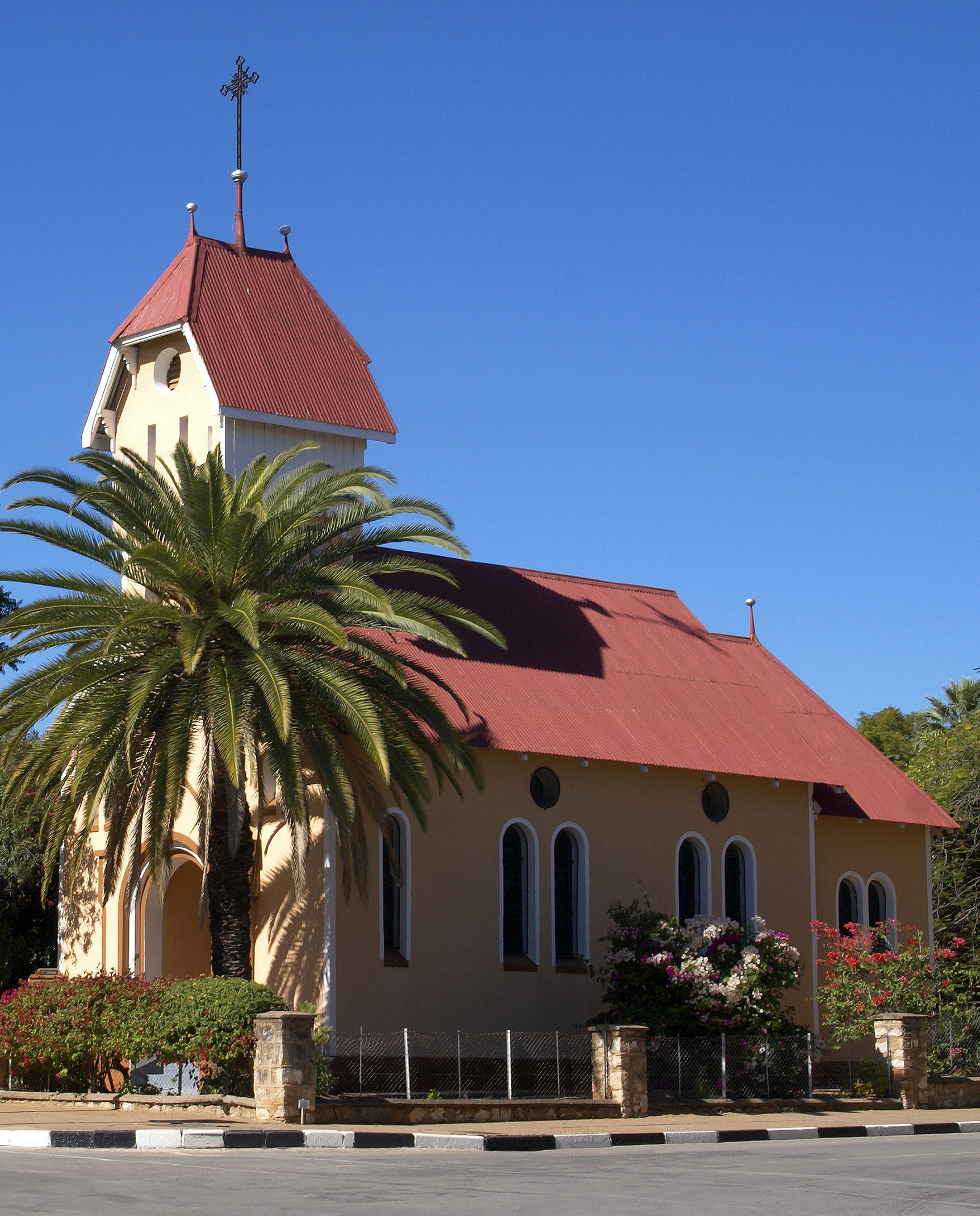
Kościół rzymskokatolicki św. Barbary w Tsumeb

Struktura religijna kraju w 2020 roku według The ARDA:
- chrześcijaństwo – 90,9%:
  - protestantyzm – 68,9% (w większości luteranie, ale także kalwini, anglikanie i inni),
  - katolicyzm – 18,9%,
  - niezależne kościoły – 10,4%,
- tradycyjne religie plemienne – 6%,
- brak religii – 2,3%,
- bahaizm – 0,49%,
- islam – 0,34%.

## Święta państwowe
| Data            | Polska nazwa               | Nazwa oficjalna  |
| --------------- | -------------------------- | ---------------- |
| 1 stycznia      | Nowy Rok                   | New Year’s Day   |
| 21 marca        | Święto Niepodległości      | Independence Day |
| marzec-kwiecień | Wielki Piątek              | Good Friday      |
| marzec-kwiecień | Poniedziałek Wielkanocny   | Easter Monday    |
| 1 maja          | Święto Pracy               | Workers Day      |
| 4 maja          | Święto Cassingi            | Cassinga Day     |
| 25 maja         | Dzień Afryki               | Africa Day       |
| kwiecień-maj    | Wniebowstąpienie           | Ascension Day    |
| 26 sierpnia     | Dzień Bohaterów            | Heroes Day       |
| 10 grudnia      | Dzień Praw Człowieka       | Human Rights Day |
| 25 grudnia      | Boże Narodzenie            | Christmas Day    |
| 26 grudnia      | 2. dzień Bożego Narodzenia | Family Day       |

9 lutego będące w Namibii Świętem Konstytucji oraz 24 października będące Dniem ONZ nie są oficjalnymi świętami państwowymi, ale zwykle są obchodzone uroczyście.

## Gospodarka

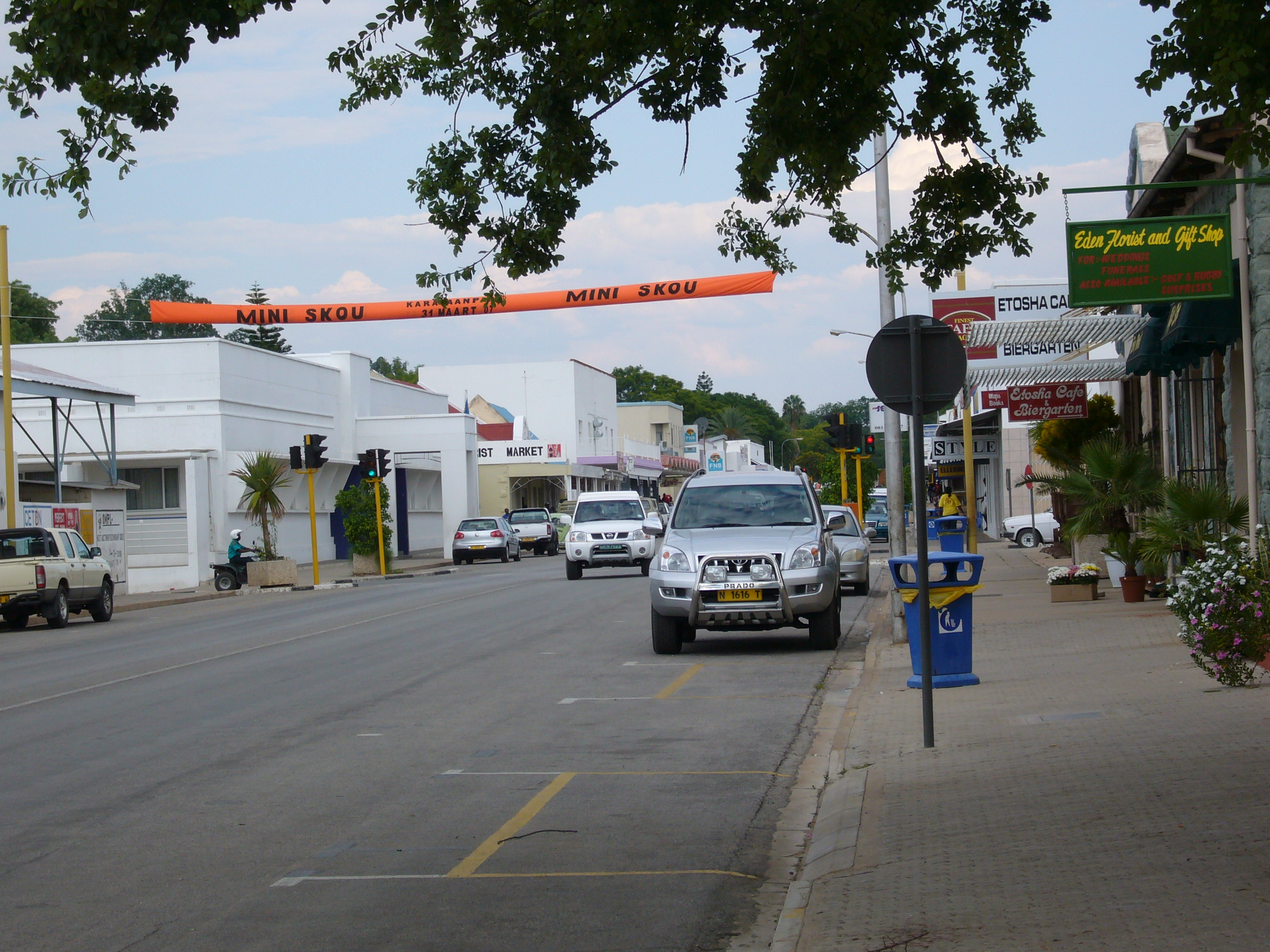
Główna droga w Tsumebie

Gospodarka Namibii jest ściśle powiązana z gospodarką RPA, co wynika ze wspólnej historii. Na całość składają się przede wszystkim zarobki z górnictwa (12,4% pkb w 2007 r.), rolnictwa (9,5%) oraz produkcji (15,4%). W kwestii przychodu, górnictwo jest głównym kontrybutorem, przynosząc 25% dochodu narodowego. Namibia jest czwartym eksporterem minerałów nieopałowych w Afryce oraz piątym na świecie producentem uranu.
Kraj posiada także liczne aluwialne złoża diamentów, ołowiu, cynku, cyny, srebra oraz wolframu.
Namibia ma dość wysoką stopę bezrobocia, która wyniosła 20,2% w 2000 roku, 21,9% w 2004 i 29,4% w 2008. Około połowy społeczeństwa żyje poniżej poziomu nędzy (ok. 1,25$ dziennie). Namibia jest krajem o najwyższym współczynniku nierówności społecznej na świecie, sięgającym 70,7 według The World Factbook lub nawet 74,3 według raportu ONZ. Średnie dochody w grupie 10% najwięcej zarabiających są prawie 50 razy większe niż w grupie 10% najmniej zarabiających.

## Transport

### Transport drogowy
W Namibii istnieje dobrze rozbudowana sieć transportowa. W sumie, na terenie państwa znajduje się 44138 km dróg, w tym ok. 80% jest nieutwardzona, co stawia Namibię na 81. miejscu na świecie. Jedynie drogi krajowe, drogi główne i kilka głównych dróg miejskich (około 6700 km) są wybrukowane. W Namibii istnieje, podobnie jak we wszystkich krajach z nią sąsiadujących (z wyjątkiem Republiki Angoli) ruch lewostronny. Z maksymalną liczbą 700 ofiar śmiertelnych rocznie, Namibia znajduje się na pierwszym miejscu wśród krajów, w których ginie najwięcej osób w wypadkach na drogach w przeliczeniu na liczbę mieszkańców (45 osób na 100 tys. mieszkańców).

### Transport kolejowy

Sieć kolejowa w Namibii

Przy budowie linii kolejowych w Namibii podobnie jak w innych krajach południowej Afryki zastosowano rozstaw przylądkowy wynoszący 1067 mm. Sieć w roku 2011 miała około 2626 km i łączyła wszystkie większe miejscowości Namibii. Większość szlaków nie była modernizowana od czasów kolonialnych, jednak obecnie kolejne trasy są poddawane modernizacji. Sieć kolejowa jest obsługiwana przez państwowego przewoźnika kolejowego TransNamib. Transport kolejowy odgrywa rolę zwłaszcza w przewozie towarów; transport pasażerski ma niewielkie znaczenie. Po każdej z obsługiwanych tras najwyżej raz dziennie uruchamiany jest pociąg pasażerski, a jego przejazd odbywa się zazwyczaj w nocy, zatem oferta szczególnie dla turystów nie jest zbyt atrakcyjna.

### Transport lotniczy
Namibia posiada dobrze rozwiniętą regionalną sieć połączeń lotniczych obsługiwanych przez państwowe linie lotnicze Air Namibia. Głównym portem lotniczym jest port lotniczy im. Hosea Kutako w Windhuk. Istnieje także jedno lotnicze połączenie do Europy (Frankfurt nad Menem) obsługiwane przez linie lotnicze Condor Airlines.

### Transport wodny
W Namibii istnieją dwa porty morskie w Walvis Bay i Lüderitz. Planowana jest budowa trzech nowych portów, również w Walvis Bay i Lüderitz oraz w Cape Fria.